# Tersannes
Tersannes é uma comuna francesa na região administrativa da Nova Aquitânia, no departamento de Alto Vienne. Estende-se por uma área de 24,64 km². Em 2010 a comuna tinha 138 habitantes (densidade: 5,6 hab./km²).